# Baccha
Baccha (лат., от др.-греч. βάκχη — вакханка) — род мух-журчалок из подсемейства Syrphinae.

## Описание
Средних размеров журчалки, имеющие строение тела схожее с осами. Брюшко тонкое булавовидное. Метаплевра позади cx3 образуют склеротизированный мостик. Стерпоплевры в верхней части в коротких редких волосках..

## Экология
Личинки этих мух обычно хищники, охотящиеся на тлей на корнях растений.

## Виды
Некоторые виды рода:
- Baccha apicalis (Loew, 1858)
- Baccha bequaerti Curran, 1929
- Baccha elongata (Fabricius, 1775)
- Baccha laphrieformis. Violovitsh, 1976
- Baccha maculata Walker, 1852
- Baccha obscuripennis Meigen, 1822
- Baccha okadomaei Violovtsh, 1976
- Baccha sibirica Violovitsh, 1976